# Зайцевы (деревня)
Зайцевы — деревня в Котельничском районе Кировской области России. Административный центр Зайцевского сельского поселения.

## География
Деревня находится в западной части региона, в подзоне южной тайги, на берегах реки Даровица, при автодороге 33Н-081, на расстоянии приблизительно 18 километров (по прямой) к северо-западу от города Котельнича, административного центра района.

### Климат
Климат характеризуется как континентальный, с продолжительной холодной многоснежной зимой и умеренно тёплым летом. Среднегодовая температура — 1,8 °C. Средняя температура воздуха самого холодного месяца (января) составляет −13,9 °C (абсолютный минимум — −46 °С); самого тёплого месяца (июля) — 17,9 °C (абсолютный максимум — 35 °С). Безморозный период длится в течение 114—122 дней. Годовое количество атмосферных осадков — 515 мм, из которых 365 мм выпадает в тёплый период года. Устойчивый снежный покров образуется в середине ноября и держится 160—170 дней.

## Топоним
Известна с 1678 года как починок Федки Калинина, в 1873 году отмечена как деревня Федора Калинина и Кирила Арбузова или Сапожниковы и Зайцовы, в 1905 известна как починок Федора Калинина или Зайцовы. Настоящее название утвердилось с 1939 года.

## История
Известна с 1678 года как починок Федки Калинина с 2 дворами.
В 1994 году деревни Туйковы и Зайцевы Зайцевского сельсовета объединены в один населённый пункт — деревню Зайцевы со снятием с учёта деревни Туйковы.

## Население
| 2010 |
| ---- |
| 436  |

### Историческая численность населения
В 1764 здесь учтен было 21 житель. В 1873 году дворов 17 и жителей 142, в 1905 22 и 171, в 1926 38 и 227, в 1950 41 и 84, в 1989 проживало 432 жителя..
Постоянное население составляло 486 человек (русские 98 %) в 2002 году, 436 в 2010.

## Инфраструктура
Основная общеобразовательная школа, Дом культуры, библиотека.

## Транспорт
Деревня доступна автотранспортом.